# Sante Scarcia
Sante Scarcia (Massafra, 12 giugno 1903 – Bari, 14 maggio 1994) è stato un sollevatore italiano.

## Biografia
Nato nel 1903 a Massafra, gareggiava nella classe di peso dei pesi piuma (60 kg).
A 20 anni partecipò ai Giochi olimpici di Parigi 1924, nei pesi piuma, chiudendo 15º con 342.5 kg totali alzati, dei quali 55 nello strappo ad una mano, 65 nello slancio ad una mano, 70 nella distensione lenta, 62.5 nello strappo e 90 nello slancio.
A lui è intitolato il complesso sportivo del quartiere di San Pio.